# Ernst Ludwig Kirchner
Ernest Ludwig Kirchner (Aschafemburgo, 6 de maio de 1880 — Davos, 15 de junho de 1938) foi um pintor expressionista alemão. Foi um dos fundadores do grupo de pintura expressionista Die Brücke. Influenciado pelo cubismo e fauvismo, o pintor alemão deu formas geométricas às cores e despojou-as de sua função decorativa por meio de contrastes agressivos, com o fim de manifestar sua verdadeira visão da realidade.

## Biografia
Ernst Ludwig Kirchner nasceu em Aschafemburgo, na Baixa Francónia, em 6 de maio de 1880. Iniciou seus estudos em arquitetura no ano de 1901 na Technische Hochschule em Dresda. Dentre várias obras, Kirchner realizou trabalhos de decoração de interiores de casas e capelas, mas foi na pintura que mais se destacou, pintou mais de mil quadros.
O artista foi o integrante de maior expressão do Die Brücke (a ponte), grupo formado em 1905 por quatro estudantes de arquitetura, cujo principal ideal era libertar a arte dos valores formais e tradicionais. A xilogravura foi uma técnica muito utilizada pelo grupo, Kirchner era o executor das xilogravuras para os cartazes e catálogos do Brücke, técnica que aprendeu aos 15 anos com seu pai. Em 1913, o grupo se dissolveu e cada artista seguiu seu caminho dentro da arte.
As características da xilogravura foram levadas para as outras obras de Kirchner, como a pintura a óleo Amazona Nua (1912), caracterizada por contornos recortados e contraste agressivo entre claro e escuro.
A bidimensionalidade e a simplicidade são marcas do artista, evidentes nas combinações simples de cor, poucas nuances, falta de perspectiva e motivos sobrepostos.
A emoção e o tormento individual de Kirchner são expostos em seus trabalhos pelo tipo de pincelada curta e agressiva. Além da influência do fauvismo, revelada na exploração e emoção das cores, e do cubismo, evidente na geometrização das formas, o pintor também foi influenciado pelo pós-impressionismo, sobretudo Van Gogh.
O mundo em torno do artista era o tema de seus trabalhos: vista de cidade, paisagens, retratos de seus companheiros, o corpo humano nu e cenas de circo e music-hall.
Em 1911 Kirchner e seus amigos mudaram-se para Berlim, época na qual o pintor explorou em seus trabalhos a experiência numa metrópole moderna. As cenas urbanas se fizeram muito presentes na obras do artista, revelando um aspecto de movimento.
Quando eclodiu a Primeira Guerra Mundial, Kirchner transmitiu para o seu trabalho as suas perturbações. A destruição da figura humana foi uma das características dessa época. Um exemplo é a obra Auto-retrato como soldado, na qual ele se mostra em primeiro plano com a mão decepada, e no fundo uma modelo nua. O quadro pode ser interpretado como uma metáfora da masculinidade e ao horror da guerra.
Em 1917, devido ao seu estado emocional, Kirchner é levado para a Suíça pelos seus amigos. Conseqüentemente o tema de suas pinturas transformou-se com a nova paisagem. As formas recortadas das cenas urbanas dão espaço às linhas horizontais e verticais, transmitindo a sensação de paz e ordem.
Em 1938, sozinho e doente, o pintor se suicidou na cidade de Davos, Suíça, 15 de Julho.

## Galeria

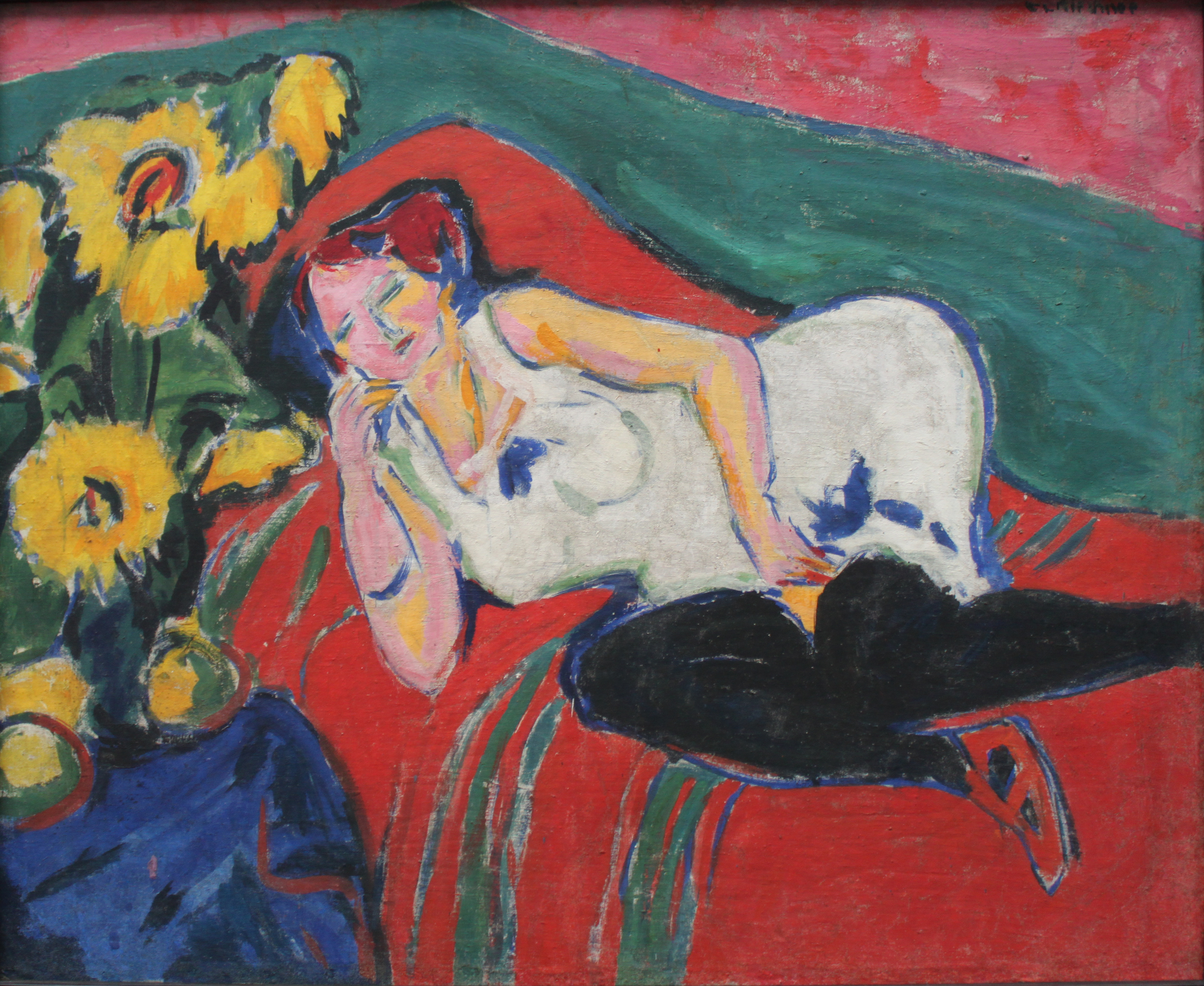
Mulher de descanso na camisa branca, 1909, Städel
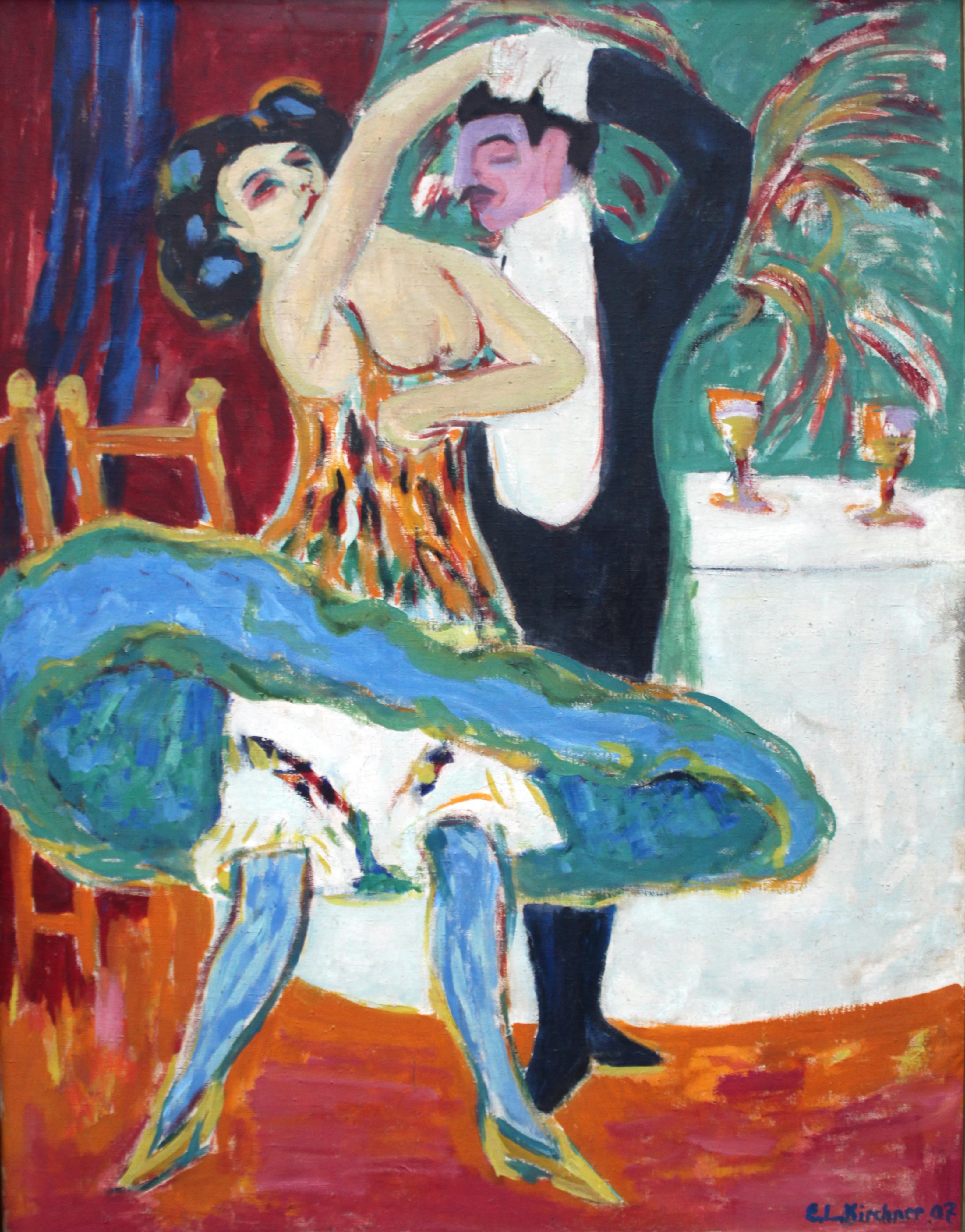
Teatro de variedades, 1909, Städel
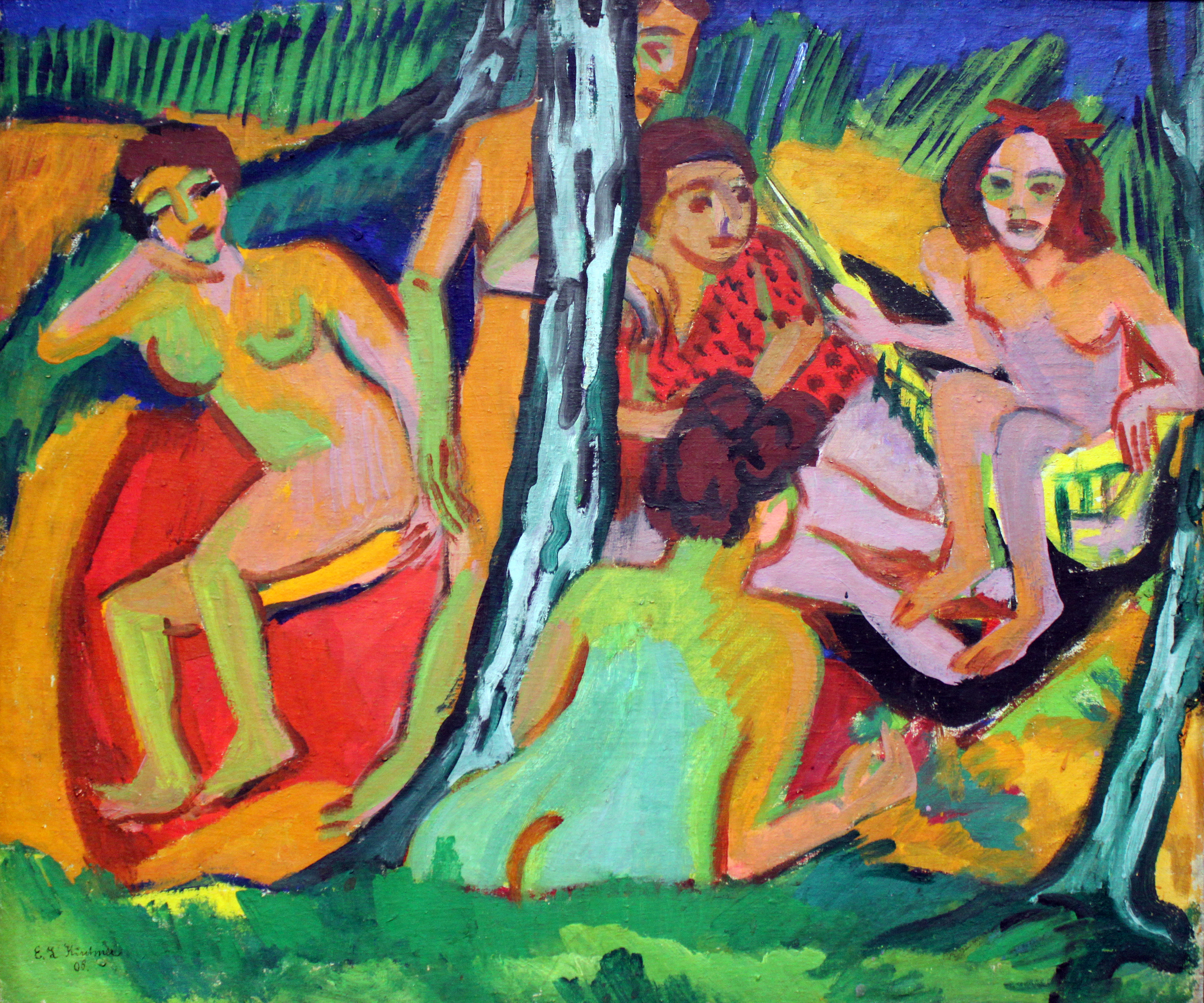
Banhistas, 1910, Städel
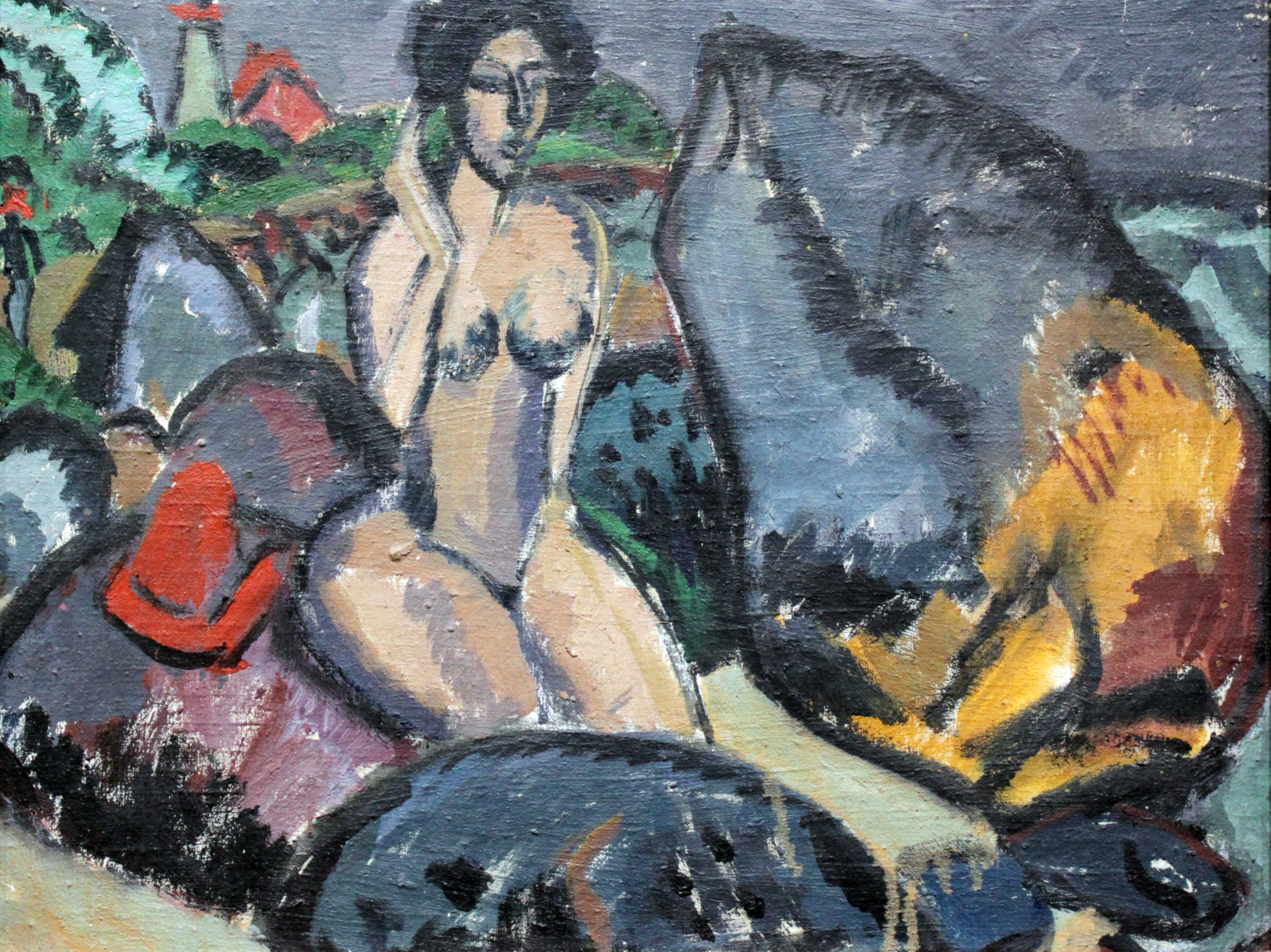
Banhistas entre as pedras, 1912, Städel
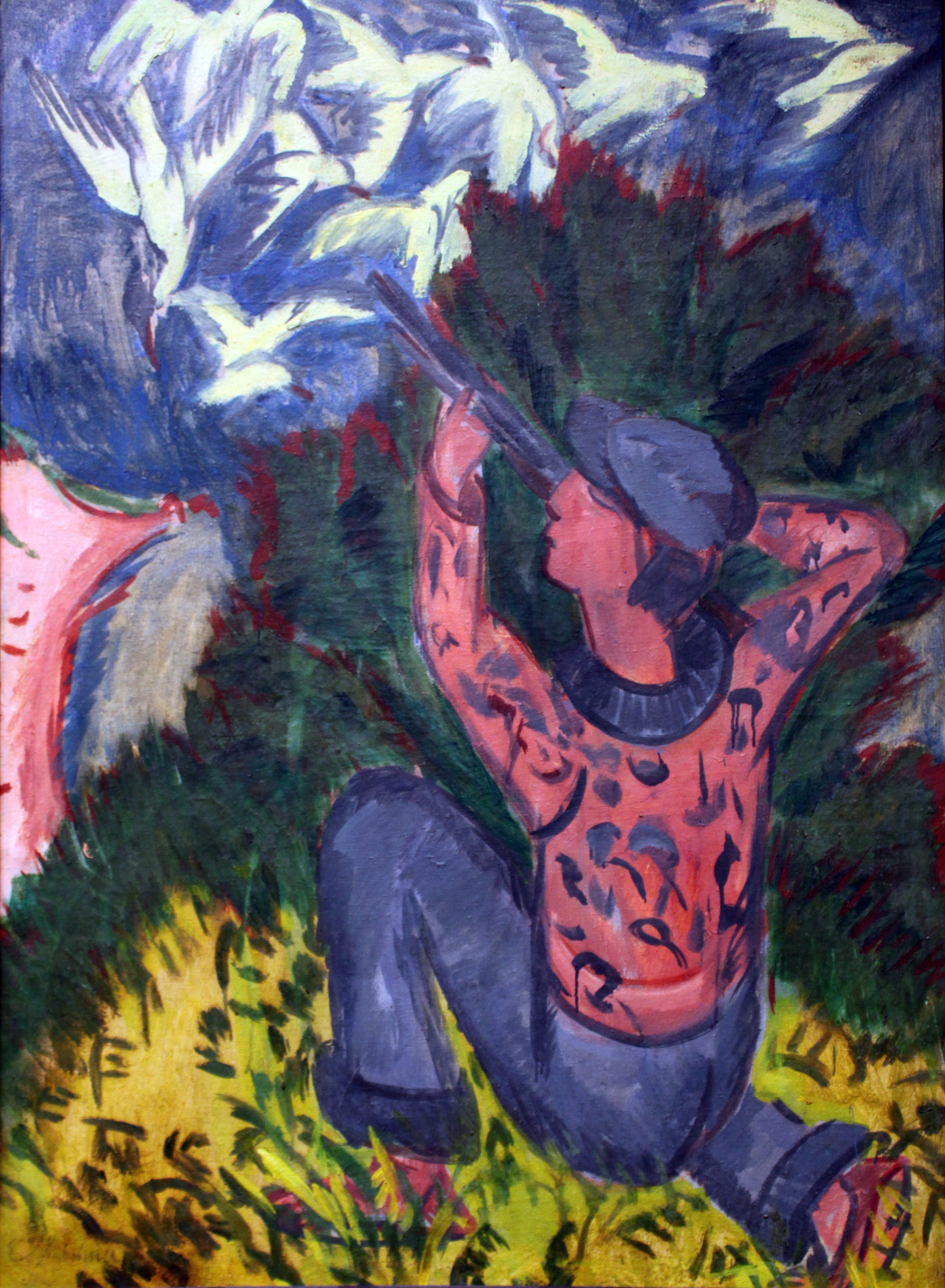
Caçador de Gaivotas na floresta, 1912, Städel
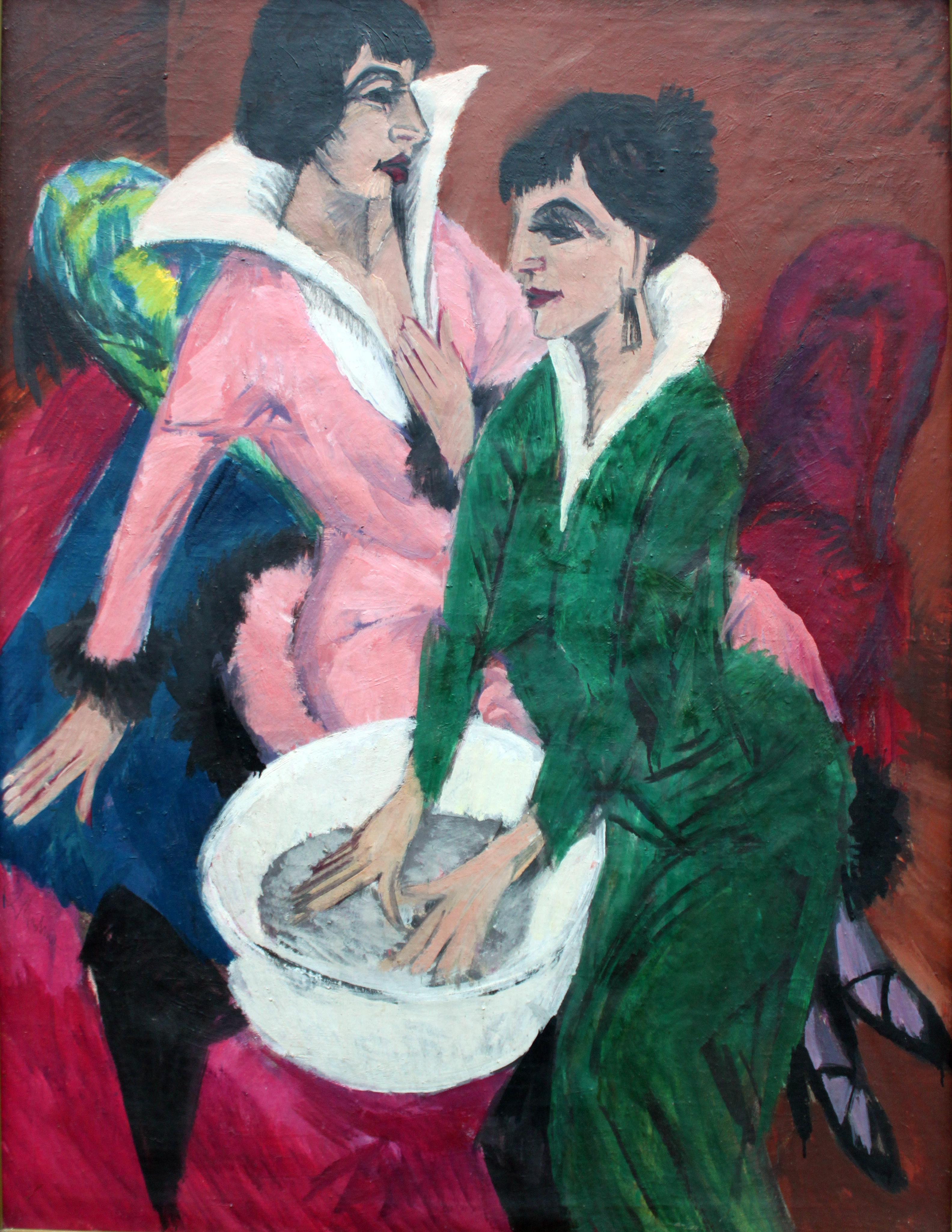
Duas mulheres com bacias, 1913, Städel
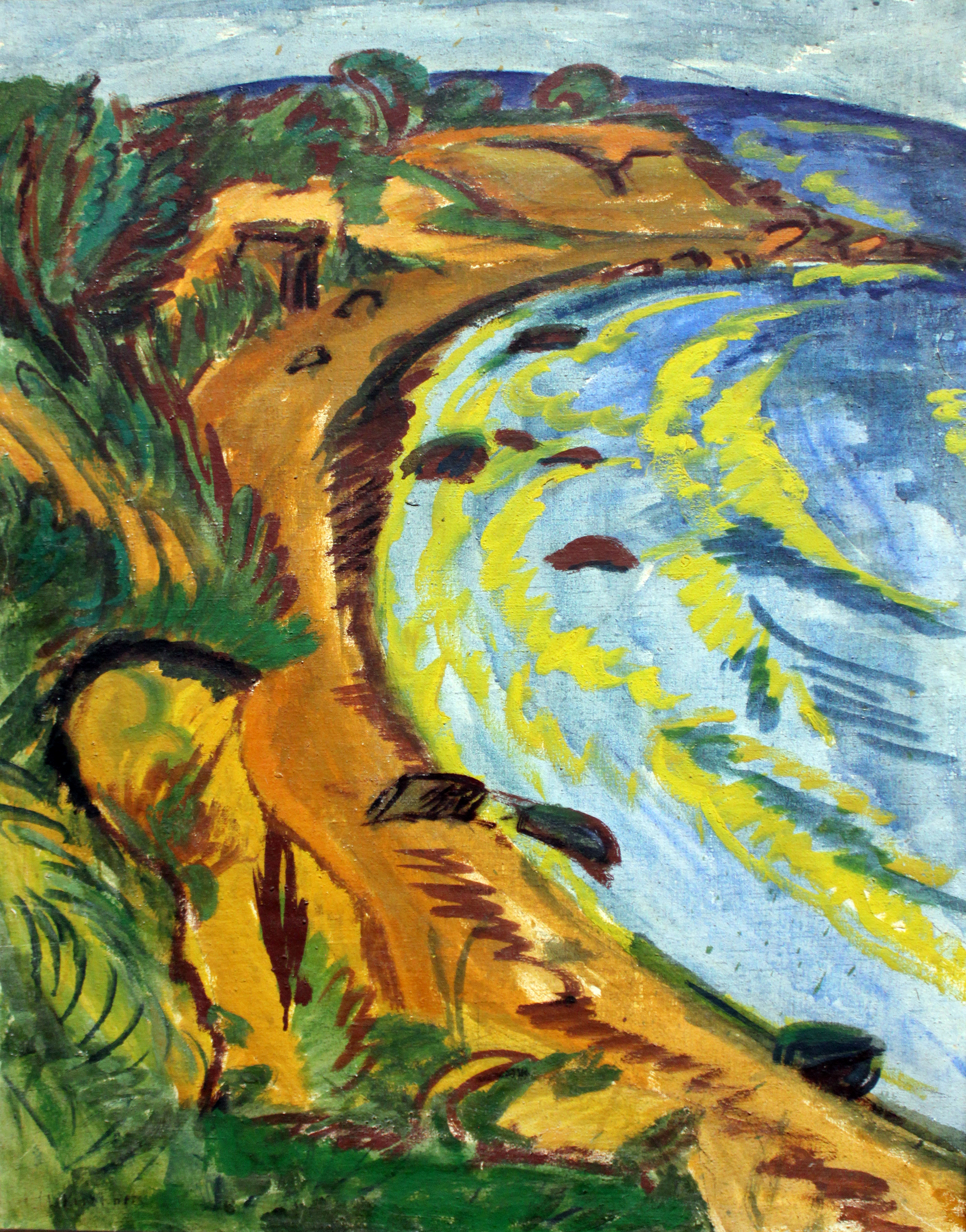
Bay na costa de Fehmarn, 1913, Städel
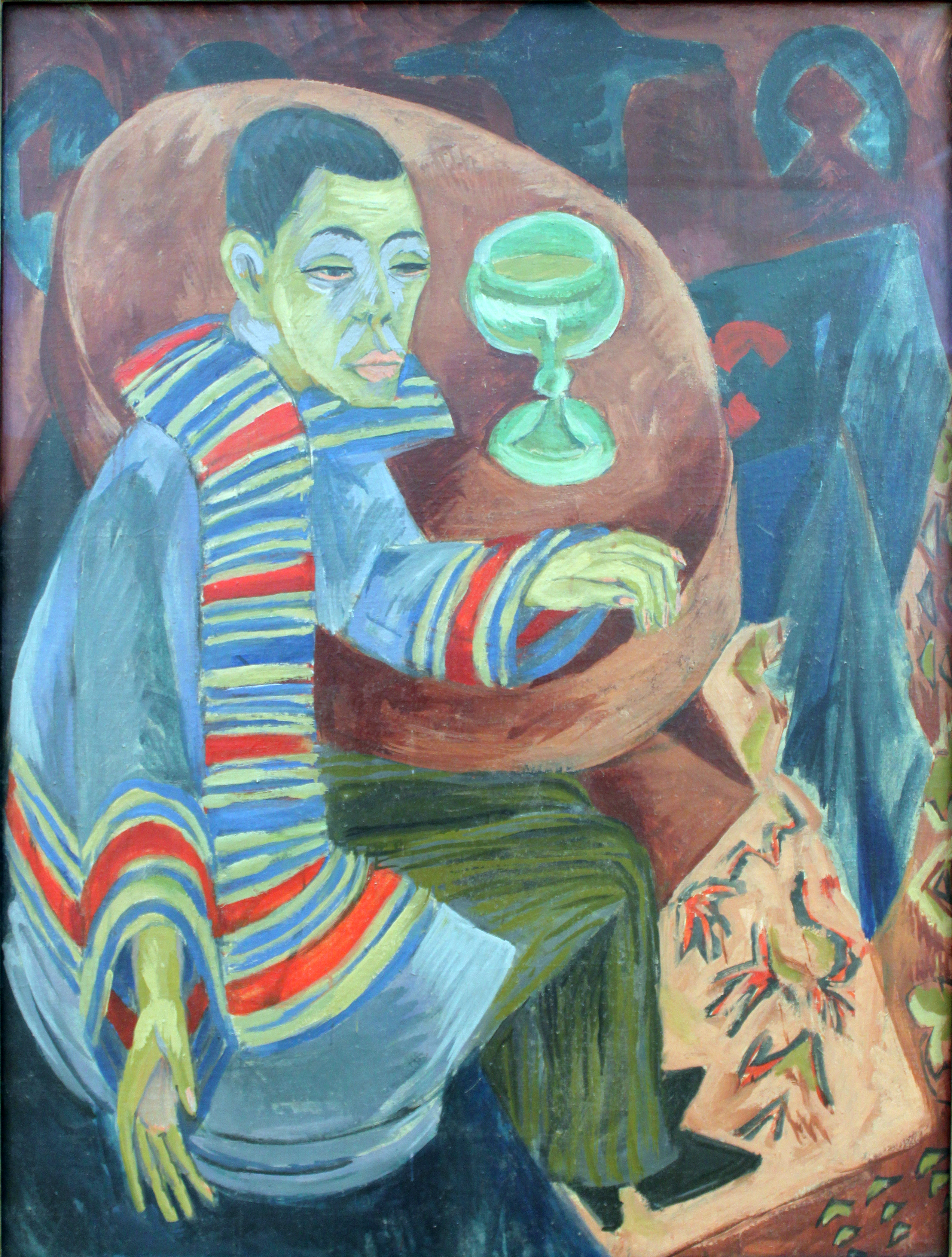
Auto-retrato como um bebedor, 1914, Germanisches Nationalmuseum
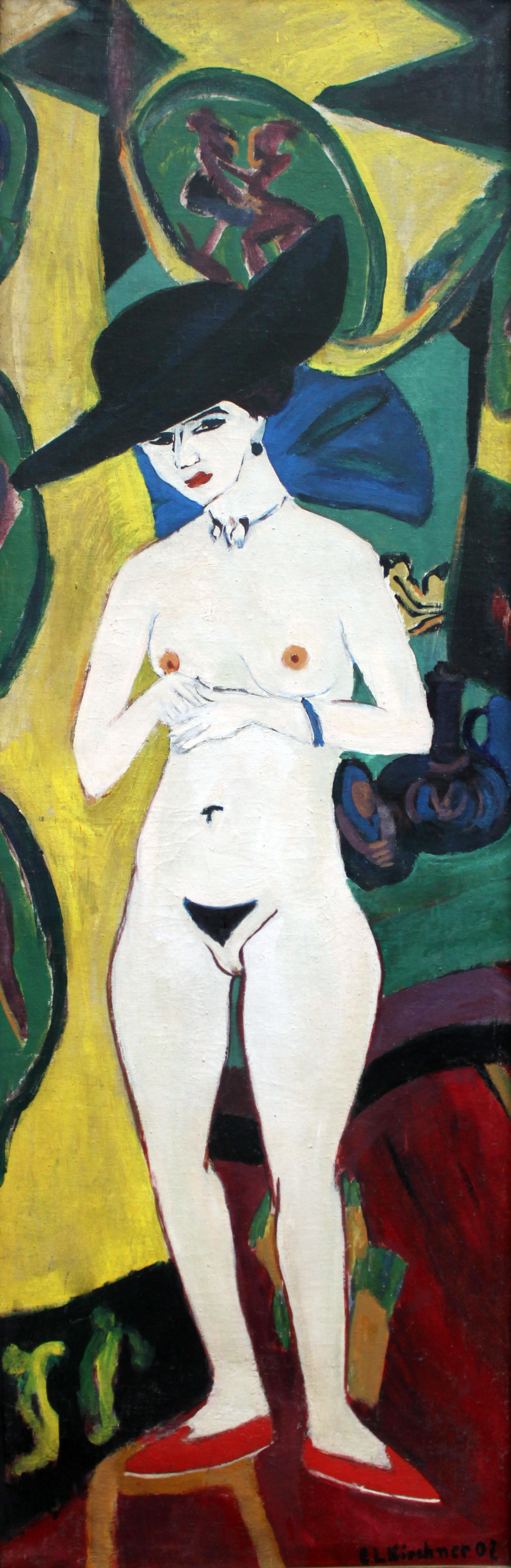
De pé nu com chapéu, 1915, Städel
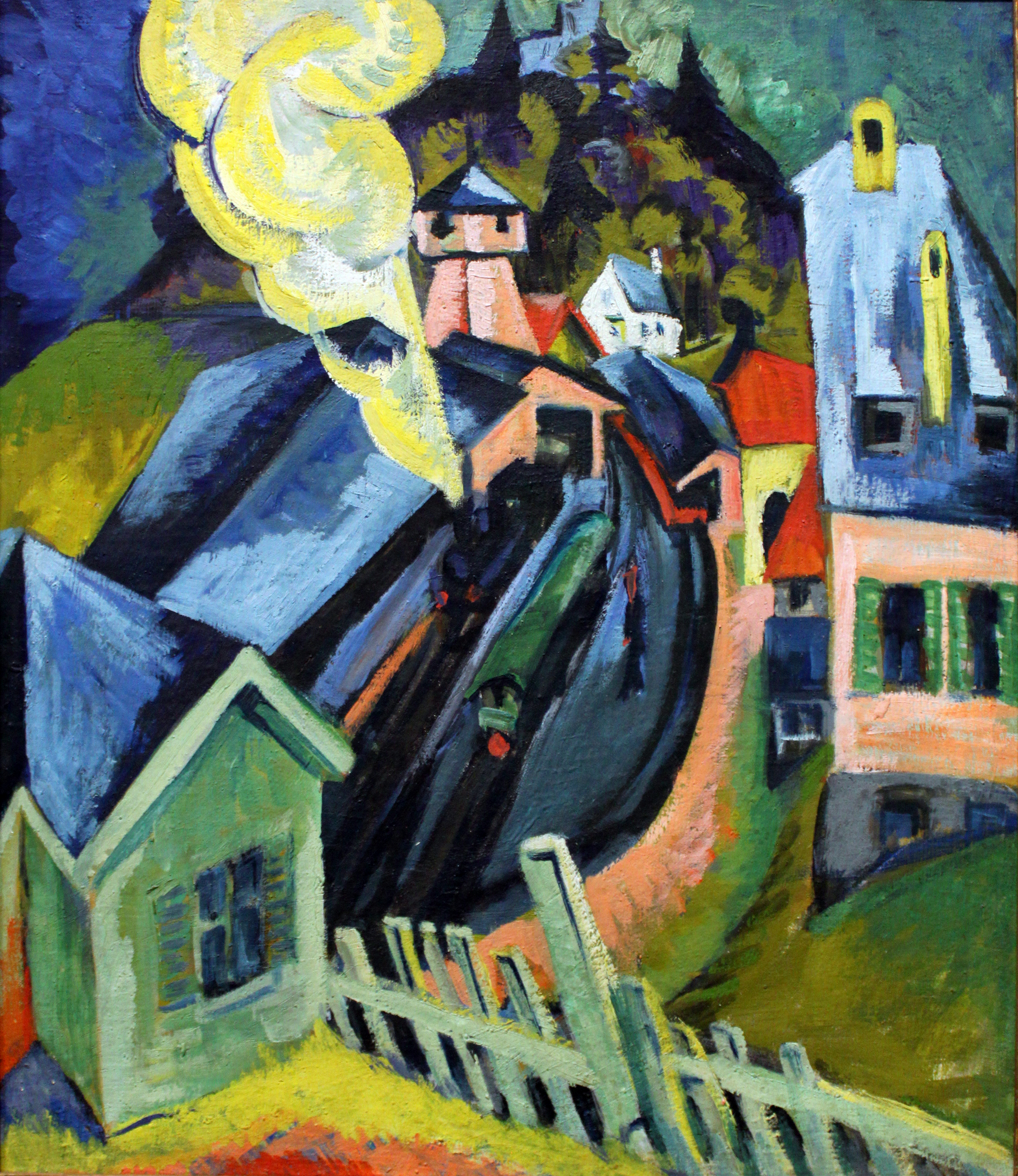
Estação de Koenigstein, 1916, Städel
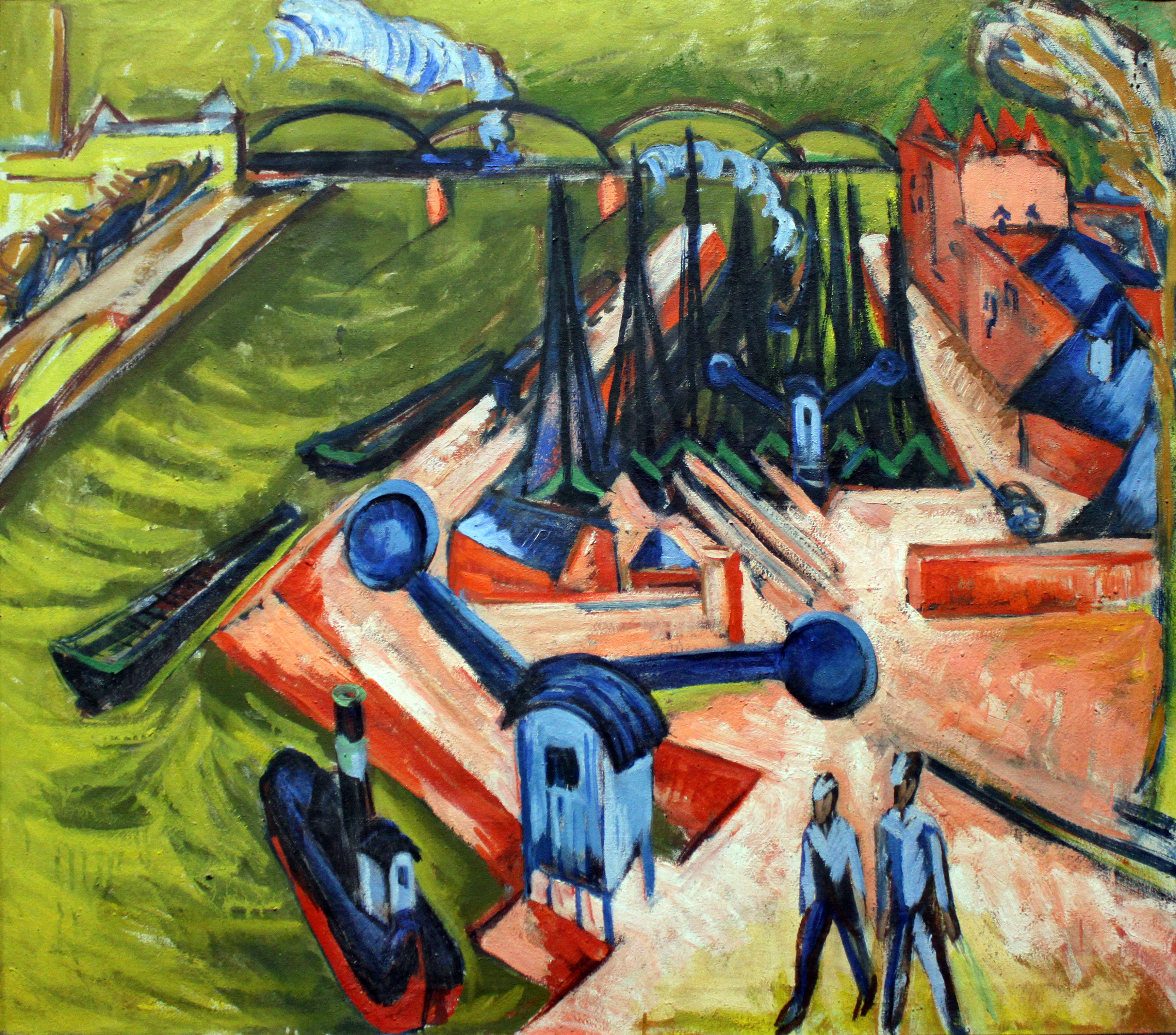
Porto em Frankfurt, 1916, Städel
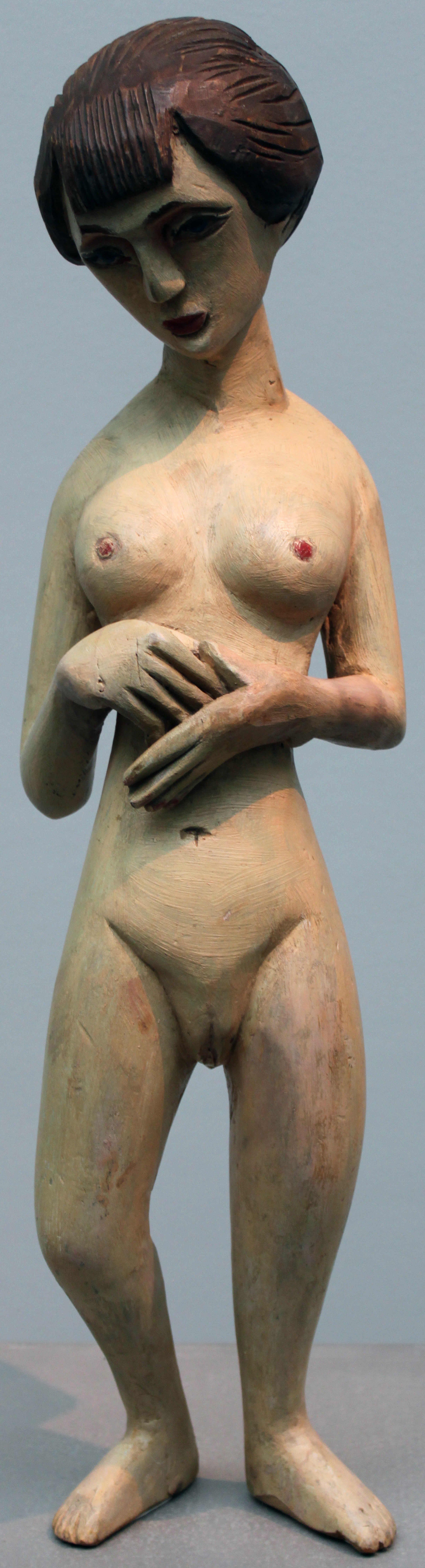
Menina nua triste, 1921, Städel
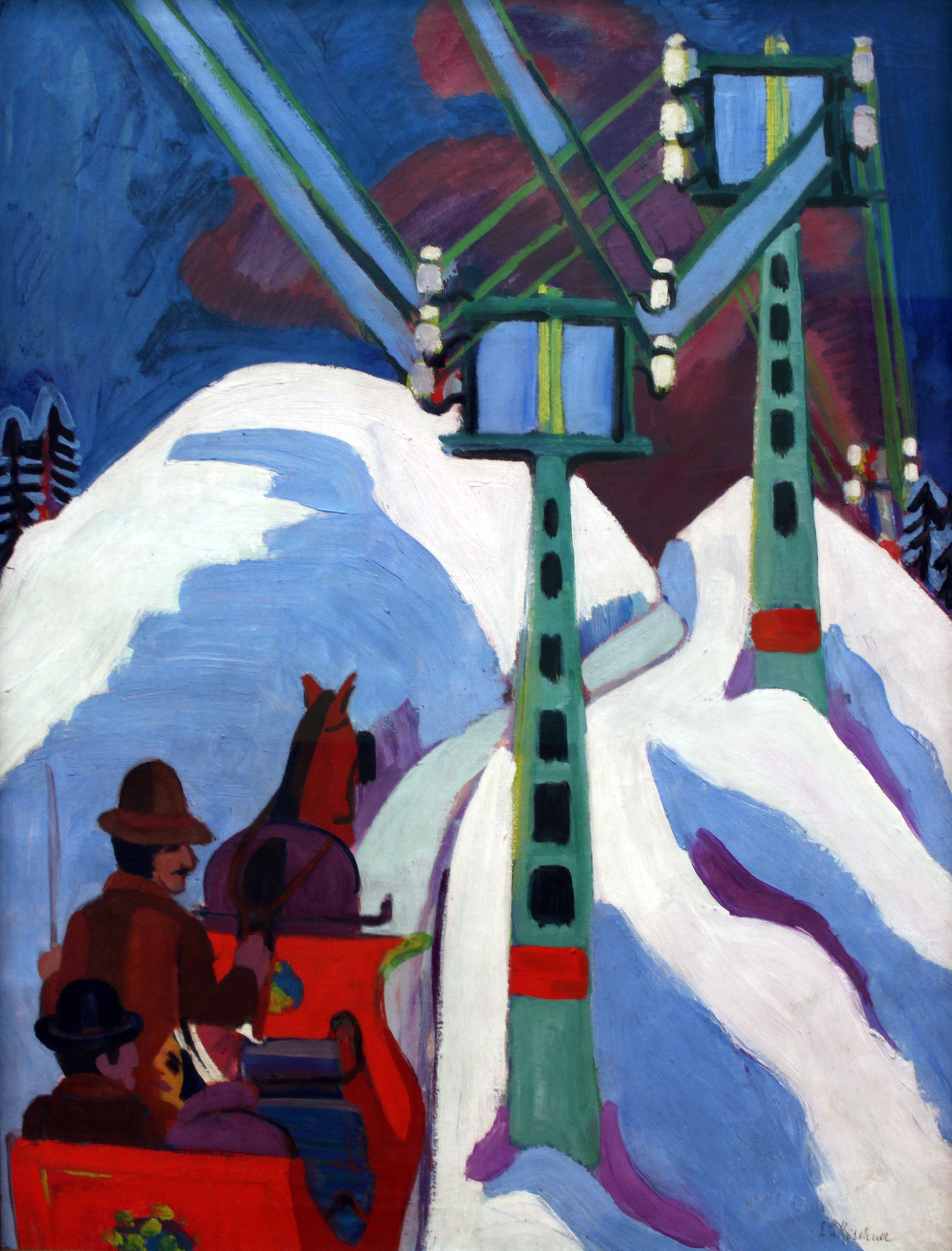
passeio de trenó, 1923, Germanisches Nationalmuseum
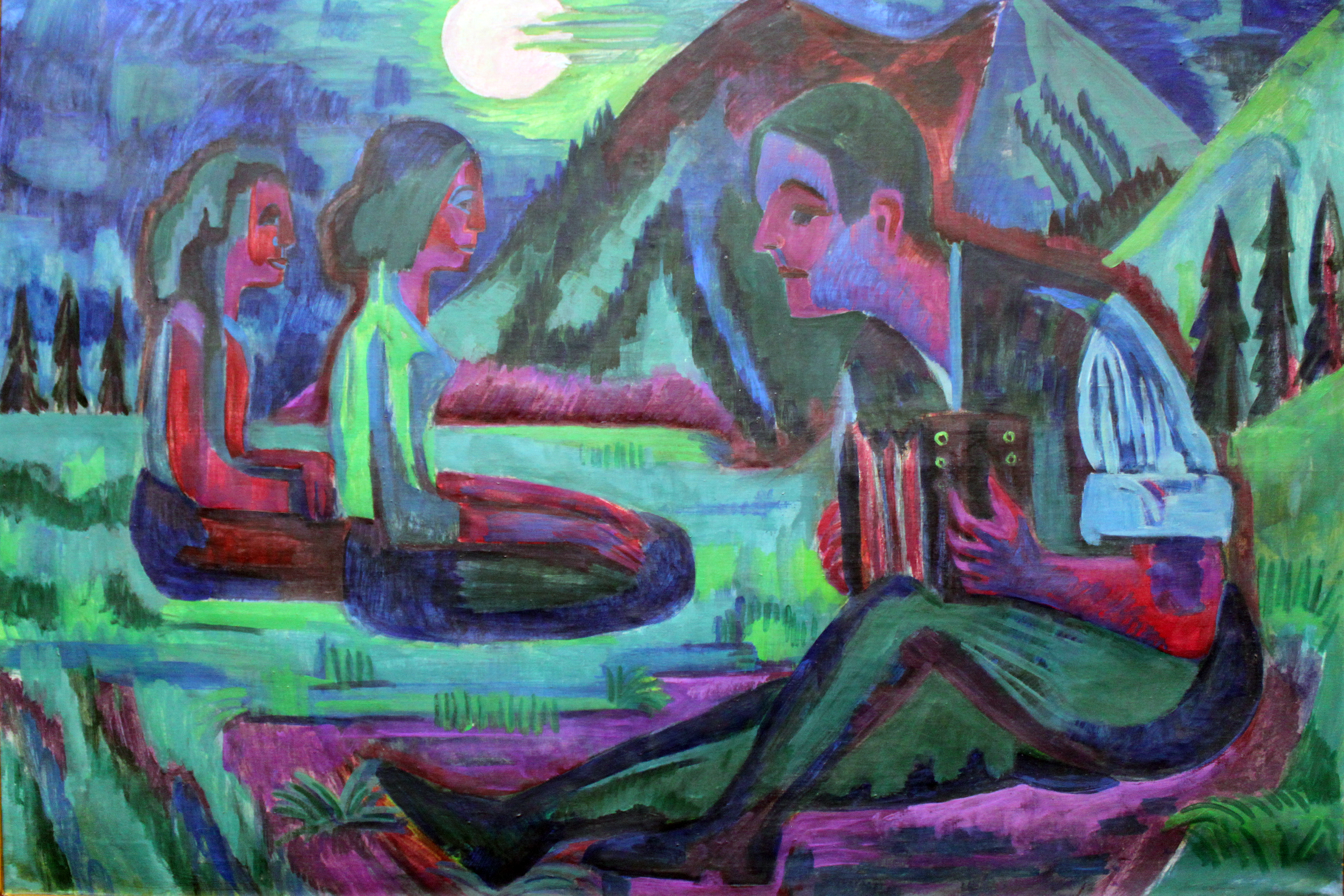
Músico em uma noite enluarada, 1924, Städel
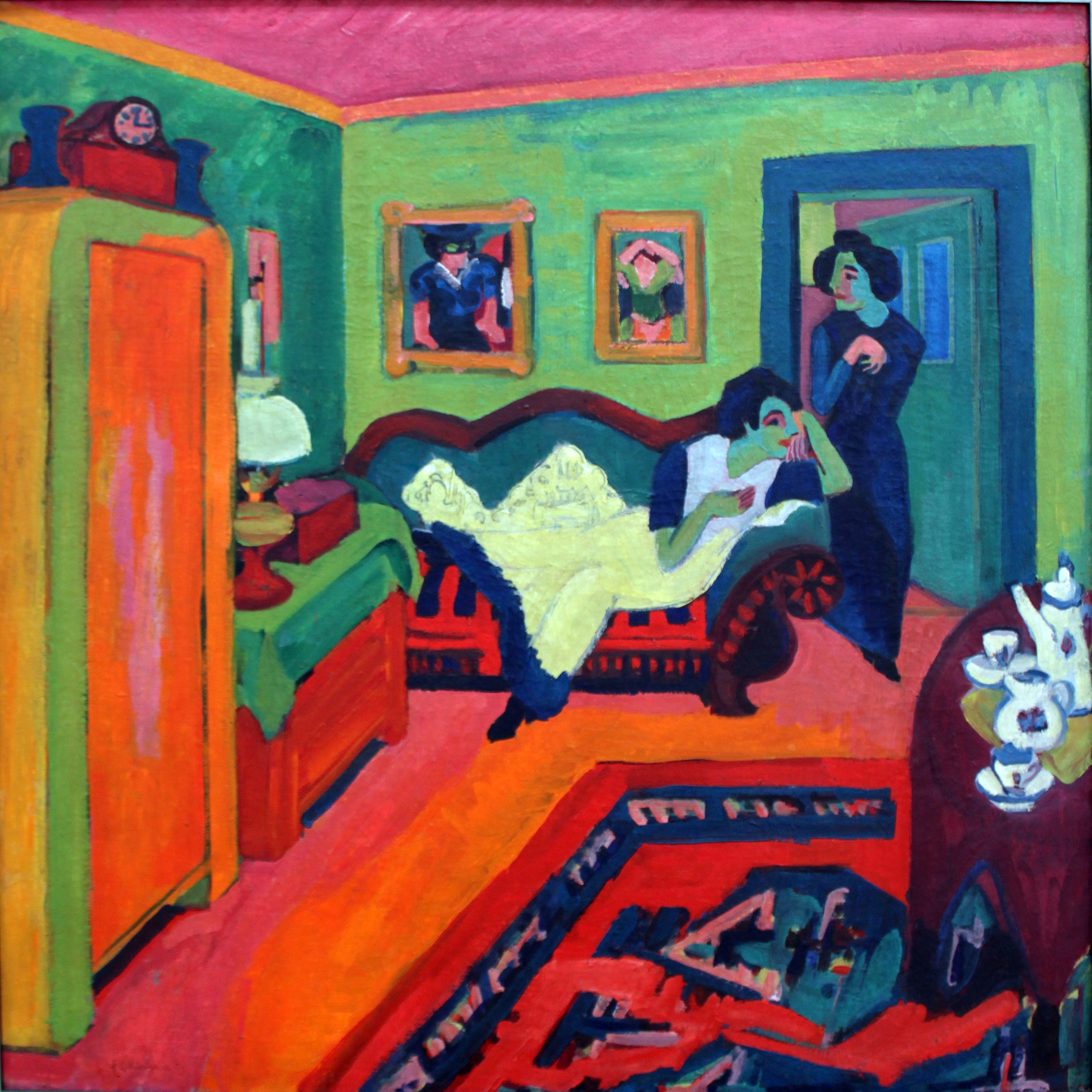
Interior com duas meninas, 1926, Germanisches Nationalmuseum
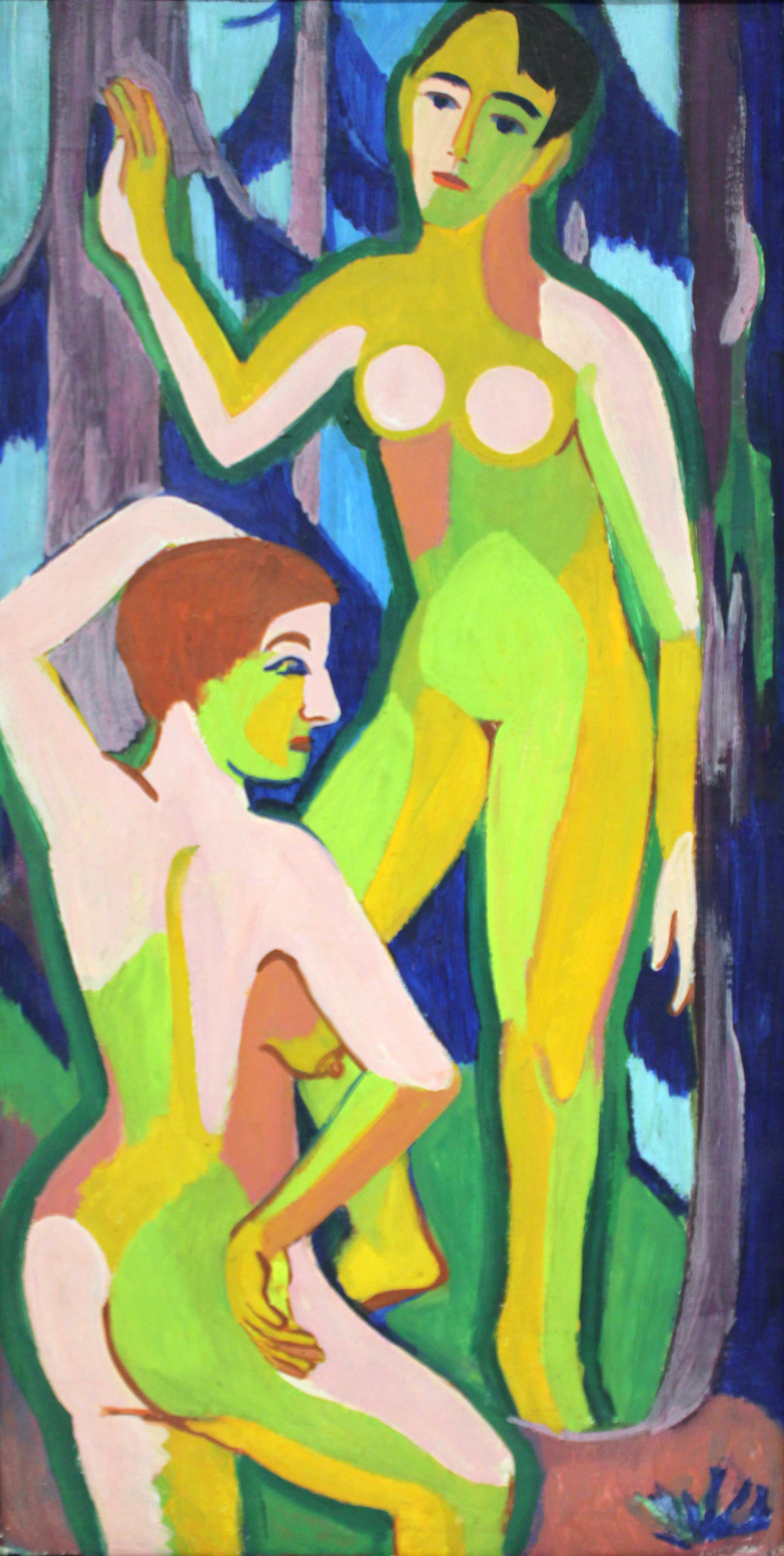
Dois Nus na Floresta II, 1926, Städel